# Ma Cường
Ma Cường (sinh ngày 15 tháng 9 năm 1933) là một nhà quay phim, đạo diễn điện ảnh Việt Nam, nguyên đại biểu Quốc hội Việt Nam khóa 4, Giám đốc Hãng phim Tài liệu và Khoa học Trung ương. Ông nổi tiếng với vai trò quay phim chính của Lũy thép Vĩnh Linh – bộ phim tài liệu giành được giải vàng tại cả Liên hoan phim Việt Nam và Liên hoan phim quốc tế Moskva – cũng như nhiều bộ phim tài liệu khác. Ông được nhà nước Việt Nam phong tặng danh hiệu Nghệ sĩ ưu tú năm 1984.

## Tiểu sử
Ma Cường tên đầy đủ là Ma Văn Cường, bí danh Đình Chung, sinh ngày 15 tháng 9 năm 1933 tại xã Thượng Nung, huyện Võ Nhai, tỉnh Bắc Thái (nay là Thái Nguyên). Ông tham gia cách mạng Việt Nam từ năm 16 tuổi, tham gia dạy bình dân học vụ rồi trở thành thư ký của xã đội, làm cán bộ cho nhiều đơn vị như văn phòng Ủy ban Hành chính Kháng chiến tỉnh Hà Giang, Ủy ban Hành chính Khu tự trị Việt Bắc. Năm 1956, ông theo học lớp quay phim đầu tiên của Trường Điện ảnh Việt Nam. Sau khi tốt nghiệp, ông bắt đầu công tác tại Hãng phim Tài liệu và Khoa học Trung ương.
Năm 1971, ông trúng cử Đại biểu Quốc hội Việt Nam khóa 4, lúc bấy giờ ông là quyền đội trưởng đội quay phim thời sự của Xưởng phim thời sự Trung ương (nay là Hãng phim Tài liệu và Khoa học Trung ương). Năm 1984, ông được phong danh hiệu Nghệ sĩ ưu tú ngay trong đợt phong thưởng danh hiệu đầu tiên. Năm 1991, ông trở thành giám đốc hãng phim và giữ vai trò này cho đến khi về hưu vào năm 1996.

## Sự nghiệp
Từ rất sớm, Ma Cường đã tham gia các đoàn quay các bộ phim tài liệu chiến tranh. Ông là một trong những người mà Tổng giám đốc Hãng phim Tài liệu và Khoa học Trung ương Phạm Thị Tuyết đánh giá là "mở đường cho các thế hệ sau ở hãng phim". Trong suốt những năm chiến tranh, ông đã có mặt ở nhiều mặt trận ác liệt như Vĩnh Linh (Quảng Trị), Khâm Thiên, Đông Anh (Hà Nội), Đồng Lộc (Hà Tĩnh) để ghi lại những thước phim tài liệu, phóng sự.
Năm 1967, ông cùng đoàn làm phim Lũy thép Vĩnh Linh vào vùng túi bom Vĩnh Linh để bắt đầu quay. Ma Cường cùng Kim Môn và Phạm Đình Thăng đảm nhiệm quay phim chính. Về sau cả 3 đều được phong danh hiệu Nghệ sĩ ưu tú. Vì tình hình chiến sự lúc bấy giờ vô cùng ác liệt, Xưởng phim tài liệu đã ghi hình lại từng người trước khi đoàn khởi hành. Vì quay phim, đoàn làm phim đã được ưu tiên vào vùng Vĩnh Quang, nơi máy bay Mỹ rải thảm bom B52. Theo lời kể của chính Ma Cường, lúc ấy các nhà quay phim đem máy quay vào chiến trường như các phóng viên; trang bị của đoàn làm phim cũng không có nhiều ngoài một chiếc xe đạp, một đài bán dẫn Orionton của Tiệp Khắc, một máy quay phim Convat của Liên Xô. Không chỉ quay bộ phim Lũy thép, trong suốt thời gian ở Vĩnh Linh, Ma Cường và đồng đội còn phải liên tục đóng góp những thước phim thời sự để dựng thành phim chuyên đề. Mỗi ngày đều có một người mang theo trang bị đi thường trú ở trận địa, tự mang theo máy quay, ác quy, phim và quần áo, hành trang lên đến 20 kg.
Khi đã quay gần xong những thước phim cho Lũy thép, một phần đoàn làm phim gồm Đỗ Ngọc Khuê, Nguyễn Ngọc Hồi, Đinh Văn Nhạ đã có nhiệm vụ đem phim ra Hà Nội. Ngày 25 tháng 2 năm 1968, khi đến ngầm Đá Mài thuộc địa phận Dốc Sả của Quảng Bình, ô tô chở đoàn làm phim bị trúng bom, cả 3 anh đều qua đời, xe và phim đều cháy sạch. Nhờ vào dòng chữ "Lũy thép Vĩnh Linh" vẫn còn đọc được trên hộp phim, công nhân đội trồng sả của Nông trường Việt Trung đã báo tin cho chính quyền Quảng Bình. Sau khi nhận được tin báo lại từ Tỉnh ủy Vĩnh Linh, đoàn làm phim đã lên đường đến Quảng Bình để tìm đồng đội. Sau 4 ngày đi bộ đến địa phận Dốc Sả, Ma Cường cùng hai nhà quay phim khác là Phạm Đình Thăng và Đinh Thông đã quy tập ngôi mộ tập trung do công nhân nông trường vun đắp tạm thời thành 3 ngôi mộ riêng, sau đó thì quay về Vĩnh Linh để bắt đầu quay lại từ đầu bộ phim. Sau khi ra mắt, Lũy thép Vĩnh Linh không chỉ giành được Bông sen vàng cho phim tài liệu tại Liên hoan phim Việt Nam lần thứ 2 mà còn giành được Huy chương vàng tại Liên hoan phim quốc tế Moskva. Bản thân Ma Cường cũng được trao giải Quay phim xuất sắc tại Liên hoan phim Việt Nam.
Năm 1968, bộ phim Lũy thép hoàn thành, Ma Cường rời Vĩnh Linh, tiếp tục được giao nhiệm vụ quay hình ảnh của Chủ tịch Hồ Chí Minh đón các đoàn khách nước ngoài tới Việt Nam cũng như ghi lại hình ảnh về chuyến viếng thăm của ông tới các quốc gia khác. Năm 1970, phim thời sự màu Bác Hồ của chúng em do Ma Cường đạo diễn đã được ra mắt công chúng. Đây là bộ phim ghi lại những ảnh Chủ tịch Hồ Chí Minh cũng các bạn nhỏ trong Ngày Thiếu nhi năm 1969, cũng là bộ phim cuối cùng ghi được hình ảnh của Hồ Chủ tịch khi ông còn sống. Bộ phim đã giành được Bông sen bạc tại Liên hoan phim Việt Nam lần thứ 2. Năm 1973, trong chiến dịch Linebacker II của Hoa Kỳ, Ma Cường là người trực tiếp chỉ đạo và phân công cho 9 đội quay phim trực chiến ở Hà Nội trong những ngày B52 ném bom rải thảm, quay lại những thước phim tư liệu cho bộ phim Tội ác tột cùng, trừng trị đích đáng. Theo lời kể của ông, sau khi hoàn thành những thước phim, đoàn quay và dựng phim đã được thử tướng Phạm Văn Đồng khen ngợi và thưởng 1 tháng lương. Bộ phim tuy chỉ dài 20 phút nhưng đã nhận được Bông sen bạc cho phim tài liệu tại Liên hoan phim Việt Nam lần thứ 3, tập thể quay phim cũng nhận được Bằng khen từ ban giám khảo.

## Tác phẩm
| Năm  | Phim                                   | Vai trò  | Vai trò   | Vai trò   | Ghi chú                             | Nguồn         |
| Năm  | Phim                                   | Đạo diễn | Biên kịch | Quay phim | Ghi chú                             | Nguồn         |
| ---- | -------------------------------------- | -------- | --------- | --------- | ----------------------------------- | ------------- |
| 1964 | Như đón cả miền Nam anh hùng           | Không    | Không     | Có        |                                     | [ 24 ]        |
| 1969 | Kỳ họp cuối năm của Hội đồng Chính phủ | Có       | Không     | Có        |                                     | [ 25 ]        |
| 1970 | Bác Hồ của chúng em                    | Có       | Không     | Có        |                                     | [ 19 ] [ 26 ] |
| 1970 | Kỷ niệm 100 năm ngày sinh của Lenin    | Có       | Không     | Có        |                                     | [ 27 ] [ 28 ] |
| 1971 | Lũy thép Vĩnh Linh                     | Không    | Không     | Có        |                                     | [ 29 ]        |
| 1972 | Chiến công mới của Hà Nội              | Có       | Không     | Không     |                                     | [ 30 ]        |
| 1973 | Tội ác tột cùng, trừng trị đích đáng   | Có       | Có        | Có        | Đồng biên kịch: NSND Phan Trọng Quỳ | [ 27 ]        |
| 1973 | Mầm non nghệ thuật                     | Có       | Không     | Có        |                                     | [ 31 ]        |
| 1973 | Viva Cuba                              | Có       | Không     | Có        |                                     | [ 32 ]        |
| 1975 | Hiệp định Paris, sự kiện lịch sử       | Có       | Không     | Có        |                                     | [ 33 ]        |
| 1975 | Lăng Hồ Chủ Tịch                       | Có       | Không     | Có        | Biên kịch: Lý Thái Bảo              | [ 34 ]        |
| 1981 | Việt Nam tìm thấy dầu                  | Có       | Không     | Có        |                                     | [ 35 ]        |
| 1985 | Bàn tay và những công trình            | Có       | Không     | Không     |                                     | [ 36 ]        |
| 1988 | Thế đứng Vị Xuyên                      | Không    | Không     | Có        |                                     | [ 4 ]         |
| 1992 | Sắt son Côn Đảo                        | Có       | Không     | Không     | Phim video                          | [ 37 ]        |
| 1993 | Giá một chặng đường                    | Có       | Không     | Không     | Phim video                          | [ 38 ]        |
| 1993 | Mùa xuân Việt Nam - Nhật Bản           | Có       | Không     | Không     |                                     | [ 39 ]        |
| 1995 | Chìa khóa thời gian                    | Có       | Không     | Không     | Phim video                          |               |
| 1995 | Tiếng gọi cội nguồn                    | Có       | Không     | Không     |                                     |               |
| 1996 | Đi tìm cái gốc văn hóa                 | Có       | Không     | Không     | Phim video                          |               |
| 1996 | Khởi sắc thể thao Việt Nam             | Có       | Không     | Không     | Phim video                          | [ 40 ]        |
|      | Mù Căng Chải                           |          |           |           |                                     |               |
|      | Thắm tình hữu nghị                     |          |           |           |                                     |               |
|      | Việt Nam xa xôi mà gần gũi             |          |           |           |                                     |               |
|      | Ngày hội văn hóa Mông                  |          |           |           |                                     |               |

## Giải thưởng và đề cử
| Năm  | Lễ trao giải                                                         | Hạng mục                   | Tác phẩm                               | Kết quả         | Nguồn         |
| ---- | -------------------------------------------------------------------- | -------------------------- | -------------------------------------- | --------------- | ------------- |
| 1971 | Liên hoan phim Việt Nam lần thứ 1                                    | Phim tài liệu              | Kỳ họp cuối năm của Hội đồng Chính phủ | Bông sen bạc    |               |
| 1971 | Liên hoan phim quốc tế Moskva lần thứ 7                              | Phim tài liệu              | Lũy thép Vĩnh Linh                     | Huy chương vàng | [ 18 ]        |
| 1973 | Liên hoan phim Việt Nam lần thứ 2                                    | Quay phim xuất sắc         | Lũy thép Vĩnh Linh                     | Đoạt giải       | [ 18 ]        |
| 1973 | Liên hoan phim Việt Nam lần thứ 2                                    | Phim tài liệu              | Lũy thép Vĩnh Linh                     | Bông sen vàng   | [ 18 ]        |
| 1973 | Liên hoan phim Việt Nam lần thứ 2                                    | Phim tài liệu              | Như đón cả miền Nam anh hùng           | Bông sen vàng   | [ 41 ] [ 42 ] |
| 1973 | Liên hoan phim Việt Nam lần thứ 2                                    | Phim tài liệu              | Bác Hồ của chúng em                    | Bông sen bạc    | [ 41 ]        |
| 1973 | Liên hoan phim Việt Nam lần thứ 2                                    | Phim tài liệu              | Kỷ niệm 100 năm ngày sinh của Lenin    | Bông sen bạc    | [ 43 ]        |
| 1973 | Liên hoan phim Việt Nam lần thứ 2                                    | Phim tài liệu              | Mù Căng Chải                           | Bông sen bạc    | [ 41 ]        |
| 1975 | Liên hoan phim Việt Nam lần thứ 3                                    | Phim tài liệu              | Tội ác tột cùng, trừng trị đích đáng   | Bông sen bạc    | [ 22 ]        |
| 1975 | Liên hoan phim Việt Nam lần thứ 3                                    | Tập thể quay phim xuất sắc | Tội ác tột cùng, trừng trị đích đáng   | Bằng khen       | [ 23 ]        |
| 1988 | Liên hoan phim Việt Nam lần thứ 8                                    | Phim tài liệu              | Bàn tay và những công trình            | Bằng khen       |               |
| 2009 | Giải thưởng của Hội Văn học nghệ thuật các dân tộc thiểu số Việt Nam | Điện ảnh                   |                                        | Giải B          | [ 44 ]        |